# Віпсанія Юлія
Віпсанія Юлія (лат. Vipsania Julia; 19 до н. е. —28) — римська матрона часів ранньої Римської імперії. Інше ім'я Юлія Молодша.

## Життєпис
Походила з родів Віпсаніїв та Юліїв. Старша донька Марка Віпсанія Агріппи, консула 37, 28, 27 років до н. е., і Юлії, доньки імператора Окатвіана Августа. Народилася у 19 (за іншими відомостями напочатку 18) року до н. е.
У 4 році до н. е. вийшла заміж за Луція Емілія Павла, консула 1 року н. е., мала від нього доньку. У 8 році була викрита в перелюбстві з Децимом Юнієм Сіланом і заслана на о. Трімер. Дитину, народжену у Юлії після її засудження, Август відмовився визнавати і виховувати. На засланні Юлія провела 20 років, існуючи на кошти Лівії Августи, і померла у 28 році.

## Родина
Чоловік — Луцій Емілій Лепід Павло, консул 1 року
Діти:
- Емілія Лепіда, дружина Марка Юнія Сілана, консула 19 року.